# Cédric Mongongu
Cédric Mongongu (* 22. června 1989, Kinshasa, Zaire, dnešní DR Kongo) je francouzsko-konžský fotbalový obránce. Od roku 2011 působí v klubu Evian Thonon Gaillard FC.

## Reprezentační kariéra
V A-mužstvu DR Kongo debutoval v roce 2008.
Zúčastnil se Afrického poháru národů 2015, kde s týmem získal bronzovou medaili.